# Serrat de la Botjosa
|  | Aquest article tracta sobre la serralada de Castellar de la Ribera. Vegeu-ne altres significats a «Botjosa». |

El Serrat de la Botjosa és una serra situada al municipi de Castellar de la Ribera (Solsonès), amb una elevació màxima de 701,7 metres.